# Game jam

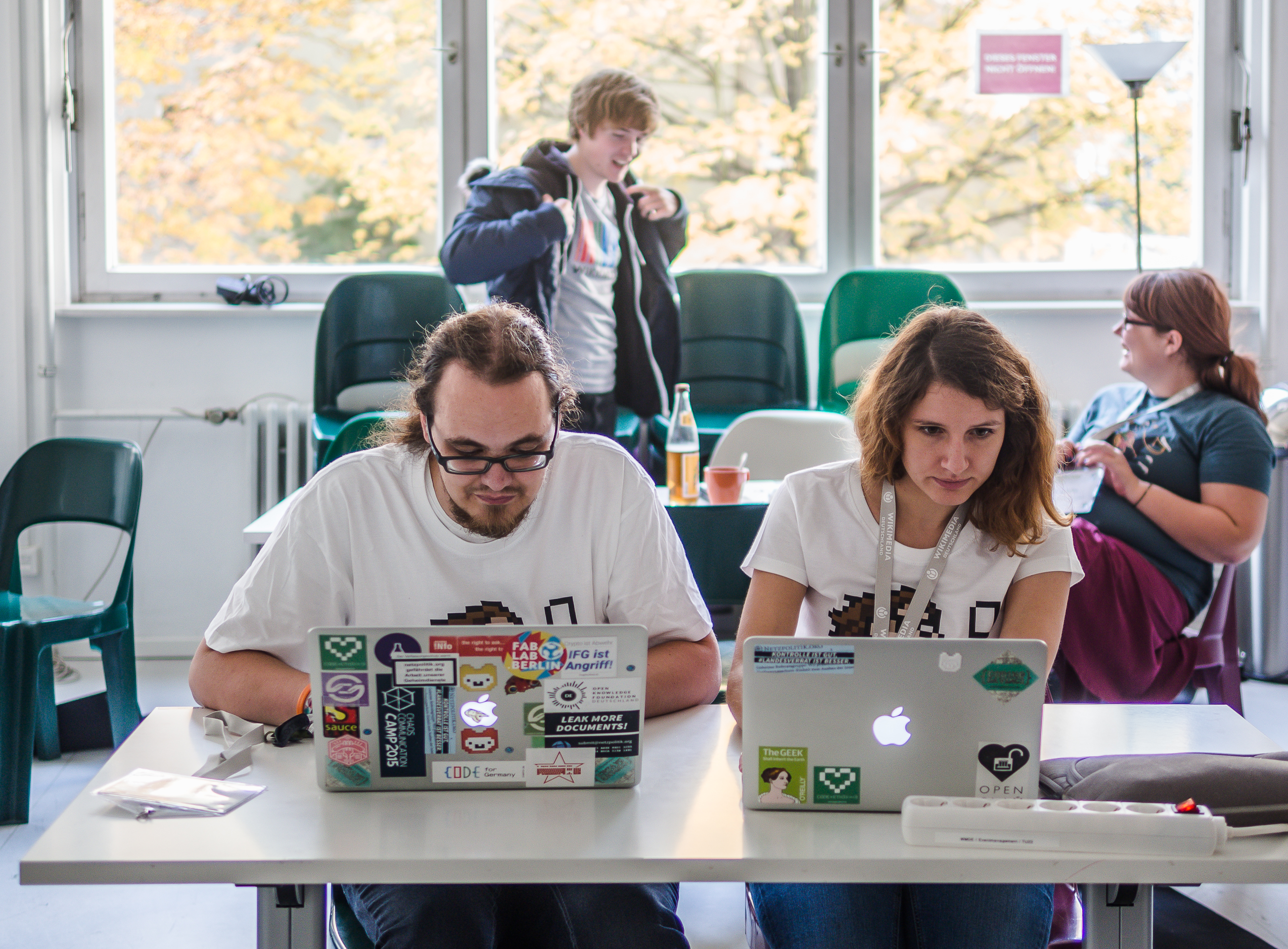
Uczestnicy Free Knowledge Game Jam zorganizowanego w 2012 w siedzibie Wikimedia Deutschland

Game jam – rodzaj hackathonu, zebranie projektantów gier, mające na celu planowanie, projektowanie i tworzenie jednej (lub więcej) gry w jak najkrótszym czasie. Przedział czasowy wynosi zazwyczaj od 24 do 72 godzin. Uczestnicy to najczęściej programiści, projektanci, artyści oraz osoby związane z szeroko pojętym przemysłem gier komputerowych.
Najczęściej podczas game jamów tworzy się gry komputerowe, jednak podczas niektórych spotkań praca trwa także nad grami planszowymi czy innymi nieelektronicznymi formami rozrywki.

## Pochodzenie
Słowo game jam powstało z połączenia dwóch angielskich słów game i jam session. Jam session to rodzaj zbiorowego muzykowania, szczególnie popularny w jazzie, bluesie, funku i folku. Podczas jam session nie gra się konkretnych utworów, czasem improwizuje się na temat popularnych standardów jazzowych lub po prostu gra w tonacji zadanej przez któregoś z grających muzyków. Wszyscy obecni na sesji artyści improwizują. Analogicznie game jamy to wydarzenia podczas których projektanci gier tworzą nowe gry na podstawie swoich prób i eksperymentalnych improwizacji.

## Format

### Lokalizacja

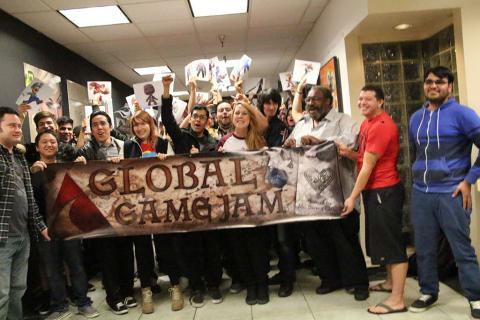
Uczestnicy jednej z odsłon Global Game Jam organizowanej w Mt Sierra College w Kalifornii

Niektóre game jamy to wydarzenia lokalne, mające miejsce na uniwersytetach, w halach konferencyjnych, czy też prywatnych budynkach. Mogą również odbywać się w jednym czasie w różnych miejscach na świecie (np. The Global Game Jam). Uczestnicy mogą również tworzyć gry w domu, a prezentacja rezultatów ich pracy odbywa się drogą online.

### Ograniczenie czasowe
Game jamy mają zazwyczaj określone ograniczenie czasowe, często w przedziale od kilku godzin do kilku dni. Celem ograniczenia czasowego jest wywarcie pozytywnej presji na uczestników i pobudzenie ich kreatywności.

### Temat
Wydarzenia są zwykle oparte na temacie przewodnim, którego muszą trzymać się uczestnicy. Temat ogłaszany jest na krótko przed rozpoczęciem wydarzenia.

### Przykłady
Global Game Jam (GGJ) to największy na świecie konkurs tego typu. Event odbywa się w tym samym czasie w ponad 500 lokalizacjach na całym świecie.
W przestrzeni internetowej istnieją również platformy zrzeszające projektantów gier komputerowych (takie jak Devpost, Itch.io czy ChallengeRocket).
Największym polskim game jamem stacjonarnym jest Slavic Game Jam odbywający się od 2015 roku na przełomie czerwca i lipca. W roku 2015 uczestniczyło w nim 200 osób, a rok później 300. Organizowany jest przez Koło Naukowe Twórców Gier Polygon działające przy Politechnice Warszawskiej.